# TRT Okul
TRT Okul (eigene Schreibweise: TRT OKUL, zu deutsch: TRT Schule) ist ein Bildungssender der Türkischen Rundfunkanstalt TRT.
Er ging am 31. Januar 2011 auf Türksat 42° digital auf Sendung. TRT Oku ist hinsichtlich Format und Adressatenkreis am besten mit dem deutschen Fernsehprogramm BR-alpha vergleichbar.

## Geschichte
TRT-Okul übernahm einige Sendungen aus dem ehemaligen Kanal TRT-4, der v. a. Bildungsangebote und klassische Musikdarbietungen zeigte.

## Inhalte
TRT Okul beschäftigt sich in seinen Sendungen inhaltlich mit Bildungs- und Kulturformaten. Neben den klassischen Weiterbildungssendungen des Telekolleg werden dokumentarische Formate oder Gesprächsreihen  z. B. zur Gesundheit angeboten. Außerdem gibt es Dokumentationen und Vorträge aus verschiedenen Disziplinen der Wissenschaft und der universitären Forschung. Auch die politische Bildung spielt im Programm eine Rolle. So wird die Sendung "Demokrasi Platformu" (Demokratieplatform) als Diskussionsprogramm in Zusammenarbeit mit Universitäten des Landes produziert.

## Einige Telekollegsendungen
- Eko Kampüs ("Wirtschaftskampus")
- Sprachlernsendungen in verschiedenen Sprachen und Levels z. B. in Englisch ("İnglizce 1, 2 ...)"
- Physik
- Mathematik
- Volkswirtschaft
- Geschichte